# Azucena Villaflor
Azucena Villaflor de De Vincenti (Avellaneda, provincia de Buenos Aires, 7 de abril de 1924 – desaparecida, 10 de diciembre de 1977) fue una activista social argentina, una de las fundadoras de la asociación de las Madres de Plaza de Mayo, dedicada a buscar a los desaparecidos durante el terrorismo de Estado en Argentina.

## Biografía

### Comienzos
Procedía de una familia de clase obrera. Su madre, Emma Nitz, la dio a luz con solo quince años; su padre, Florentino Villaflor, tenía 21, y trabajaba en una fábrica de lana. A los dieciséis años empezó a trabajar como telefonista en una empresa de electrodomésticos. Allí conoció a Pedro De Vincenti, delegado sindical, con quien se casó en 1949 y con quien tuvo cuatro hijos. 

### Madres de Plaza de Mayo
El 30 de noviembre de 1976, ocho meses después del comienzo de la dictadura militar que se autodenominó «Proceso de Reorganización Nacional», fueron secuestrados uno de los hijos de Azucena Villaflor, Néstor De Vincenti (quien formó parte desde 1971 del grupo guerrillero Fuerzas Armadas Revolucionarias y para la época de su secuestro integraba la Columna Sur de Montoneros) y la novia de este, Raquel Mangin. Villaflor inició su búsqueda, dirigiéndose al Ministerio de Interior, e intentando recabar la ayuda del vicario militar Adolfo Tortolo (aunque solo consiguió hablar con su secretario, Emilio Grasselli). Durante estas gestiones, conoció a otras mujeres que estaban buscando también a parientes desaparecidos. 
Tras seis meses de infructuosas pesquisas, Villaflor, junto a otras personas en su misma situación —que se fueron conociendo en la búsqueda de sus familiares— decidieron iniciar una serie de manifestaciones para dar publicidad a su caso. El 30 de abril de 1977 ella y otras trece madres se manifestaron en la Plaza de Mayo, en el centro de Buenos Aires, enfrente de la sede del gobierno, la Casa Rosada. Ante la orden militar de no detenerse ni «agruparse», sino «circular», decidieron caminar alrededor de la plaza. La primera marcha tuvo lugar un sábado, y apenas tuvo repercusión; la segunda fue un jueves y desde entonces se convirtió en costumbre realizarla todos los jueves, en torno a las tres y media de la tarde.

### Secuestro, tortura y muerte
El 8 de diciembre Alfredo Astiz había dado la señal denunciando la reunión en la iglesia de la Santa Cruz, en la cual secuestraron cinco personas además de Teresa Careaga y María Ponce, ambas madres de desaparecidos y la monja francesa Alice Domon. Azucena Villafor estaba en la casa de Emilio Mignone trabajando con la esposa de este y otras madres, muy asustadas por lo sucedido, para terminar un remitido con los nombres de sus hijos desaparecidos. El día 9 de diciembre, Azucena y otras madres entregaron los originales del remitido, el dinero y las firmas que avalaban su publicación.
Al día siguiente, el 10 de diciembre, Día Internacional de los Derechos Humanos, les publicaron el anuncio en un periódico y esa misma noche Azucena Villaflor fue secuestrada por un grupo armado clandestino de la Armada en la esquina de su casa de Sarandí, en Avellaneda, Buenos Aires.
La golpearon para introducirla en un auto pero ella se tiró al suelo y gritó. Entonces la golpearon más. Según testimonios, fue recluida en el campo de concentración de la Escuela de Mecánica de la Armada, ESMA, donde actuó, entre otros represores, Alfredo Astiz. La llevaron al altillo, el lugar en donde depositaban a los secuestrados que mantenían más en secreto. Esa misma noche fue torturada y regresó al calabozo sin conocimiento.
A los pocos días, Azucena junto a las monjas francesas y los demás secuestrados en la iglesia de la Santa Cruz fueron "trasladadas" al aeropuerto militar que se encuentra en el extremo sur del Aeroparque de la ciudad de Buenos Aires, subidos sedados a un avión de la Marina y arrojadas vivas al mar frente a la costa de Santa Teresita, muriendo al chocar contra el agua.

### Aparición del cuerpo y entierro

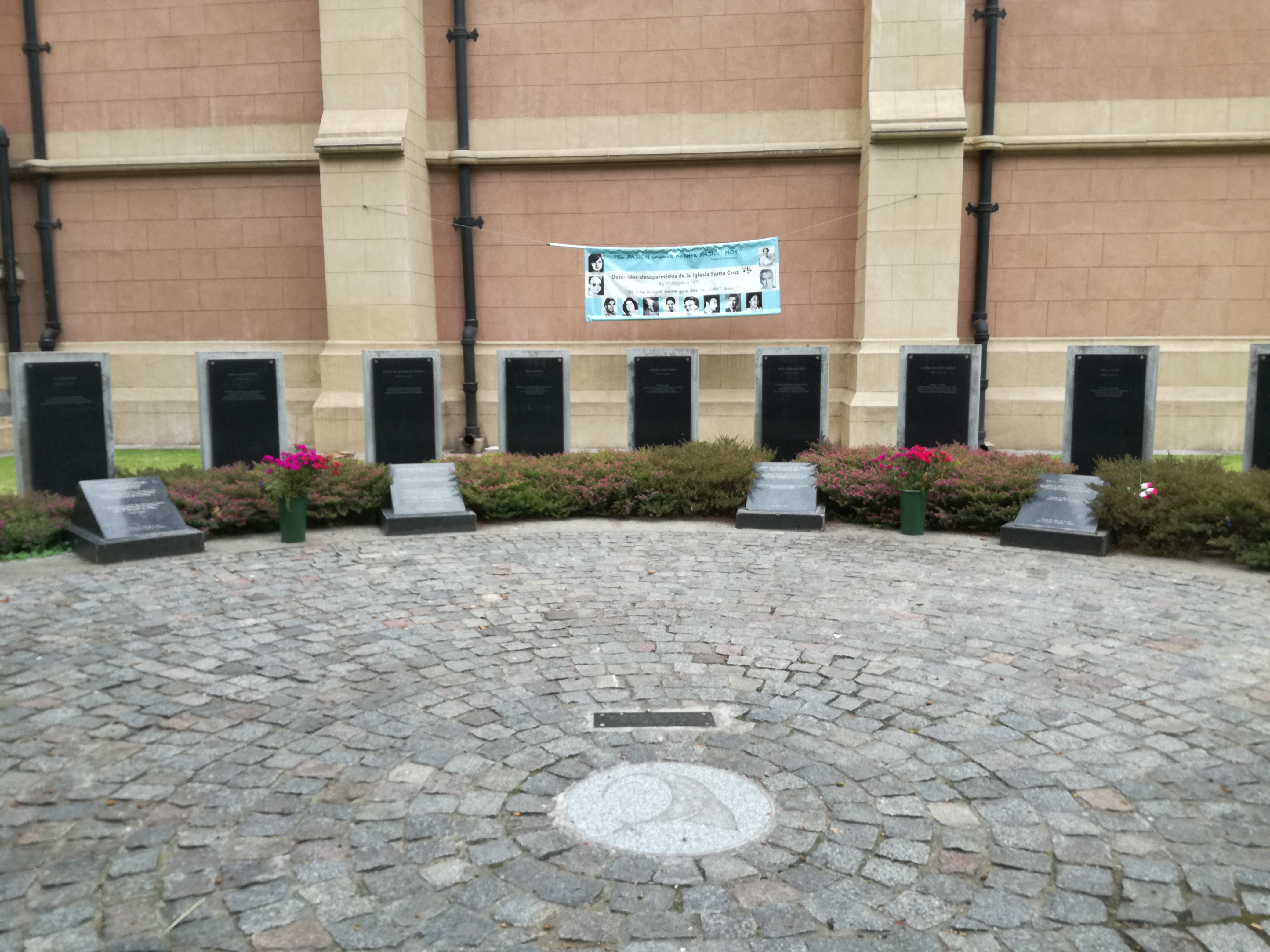
Solar de la Memoria en la Iglesia de la Santa Cruz, donde se encuentran los restos de Azucena Villaflor, juntos a los de María Ponce, Esther Ballestrino y Léonie Duquet.

El 20 de diciembre de 1977 comenzaron a aparecer cadáveres provenientes del mar en las playas de la provincia de Buenos Aires a la altura de los balnearios de Santa Teresita y Mar del Tuyú. Los médicos policiales que examinaron los cuerpos en esa oportunidad registraron que la causa de la muerte había sido «el choque contra objetos duros desde gran altura», como indicaban el tipo de fracturas óseas constatadas, sucedidas antes de la muerte. Sin realizar más averiguaciones las autoridades locales dispusieron de inmediato que los cuerpos fueran enterrados como NN en el cementerio de la cercana ciudad de General Lavalle.
Documentos secretos del gobierno de los Estados Unidos desclasificados en 2002 prueban que el gobierno estadounidense sabía desde 1978 que los cuerpos sin vida de las monjas francesas Alice Domon y Léonie Duquet y las madres de Plaza de Mayo Azucena Villaflor, Esther Ballestrino y María Ponce, habían sido encontradas en las playas bonaerenses. Esta información fue mantenida en secreto y nunca fue comunicada a los gobiernos argentinos.
El dato está incluido en Documento n.º 1978-BUENOS-02346 dirigido por el entonces Embajador de Estados Unidos en la Argentina, Raúl Castro, al Secretario de Estado de los Estados Unidos, lleva fecha del 30 de marzo de 1978 y menciona como objeto "Informe sobre monjas muertas". Textualmente el documento dice:

1. A.F.P. Marzo 28 Historia recopilada en París informa que los cuerpos de dos monjas francesas (Alicia Doman y Renee Duguet) que fueron secuestradas a mediados de diciembre con otros once activistas de derechos humanos fueron identificados entre los cuerpos cerca de Bahía Blanca. 2. Buenos Aires estaba llena de ciertos rumores desde hace un mes sobre constancias del descubrimiento de un número de cadáveres llevados a la playa por vientos inusualmente fuertes a lo largo del mar atlántico en puntos cercanos a la boca del Río de la Plata unas 300-350 millas al norte de Bahía Blanca (Ver Buenos Aires 1919 para control) 3. (Sección en borrada) que estuvo tratando de rastrear estos rumores tiene información confidencial de que las monjas fueron secuestradas por agentes de seguridad argentinos y en algún momento fueron transferidas a la localidad de Junín que se encuentra cerca de 150 millas al oeste de Buenos Aires. 4. La Embajada también tiene información confidencial obtenida a través de una fuente (protegida) del gobierno argentino de que siete cuerpos fueron descubiertos hace algunas semanas en la playa atlántica cerca de Mar del Plata. De acuerdo a esta fuente, los cuerpos eran los de las dos monjas y cinco madres que desaparecieron entre el 8 y el 10 de diciembre de 1977. Nuestra fuente confirma que estos individuos fueron secuestrados por miembros de las fuerzas de seguridad actuando bajo su amplio mandato contra terroristas y subversivos. La fuente además declaró que pocos individuos en el GOA estaban al tanto de esta información. 5. Esta fuente ha informado verazmente en el pasado y tenemos razones para creer que tiene conocimiento sobre cuestiones de desapariciones. La Embajada solicita que su informe sea protegido para evitar comprometer una fuente que ha probado ser útil en proveer información concerniente a individuos perdidos o desaparecidos. CASTRO

En 1984 en el marco de la investigación de la CONADEP y del Juicio a las Juntas se habían realizado excavaciones en el cementerio de General Lavalle, encontrándose una gran cantidad de restos óseos provenientes de los cadáveres hallados en las playas de San Bernardo y Lucila del Mar. Estos restos fueron utilizados en el juicio a las Juntas y guardados luego en 16 bolsas.
A partir de entonces el juez Horacio Cattani comenzó a acumular causas sobre desaparecidos. A pesar de las leyes de Punto Final y Obediencia Debida que paralizaron las investigaciones, Cattani logró armar en 1995 un archivo de 40 metros cuadrados donde alojar todas esas pruebas.
En 2003 el intendente de General Lavalle informó que se habían localizado nuevas tumbas de NN en el cementerio de la ciudad. El juez Cattani ordenó entonces realizar nuevas excavaciones con el Equipo Argentino de Antropología Forense (EAAF), descubriéndose dos líneas de tumbas, una por encima de la otra. Se descubrieron así 8 esqueletos, 5 correspondientes a mujeres, 2 correspondientes a varones y uno, clasificado como GL-17, que se definió como "probablemente masculino".
Cattani envió los huesos al laboratorio de Inmunogenética y Diagnóstico Molecular (LIDMO) de Córdoba, perteneciente al EAAF. Los resultados del laboratorio fueron determinando que los restos pertenecían al grupo de secuestrados entre los días 8 y 10 de diciembre de 1977. El 8 de julio de 2005 el juez Cattani recibió el informe estableciendo que uno de los restos individualizados pertenecían a Azucena Villaflor.

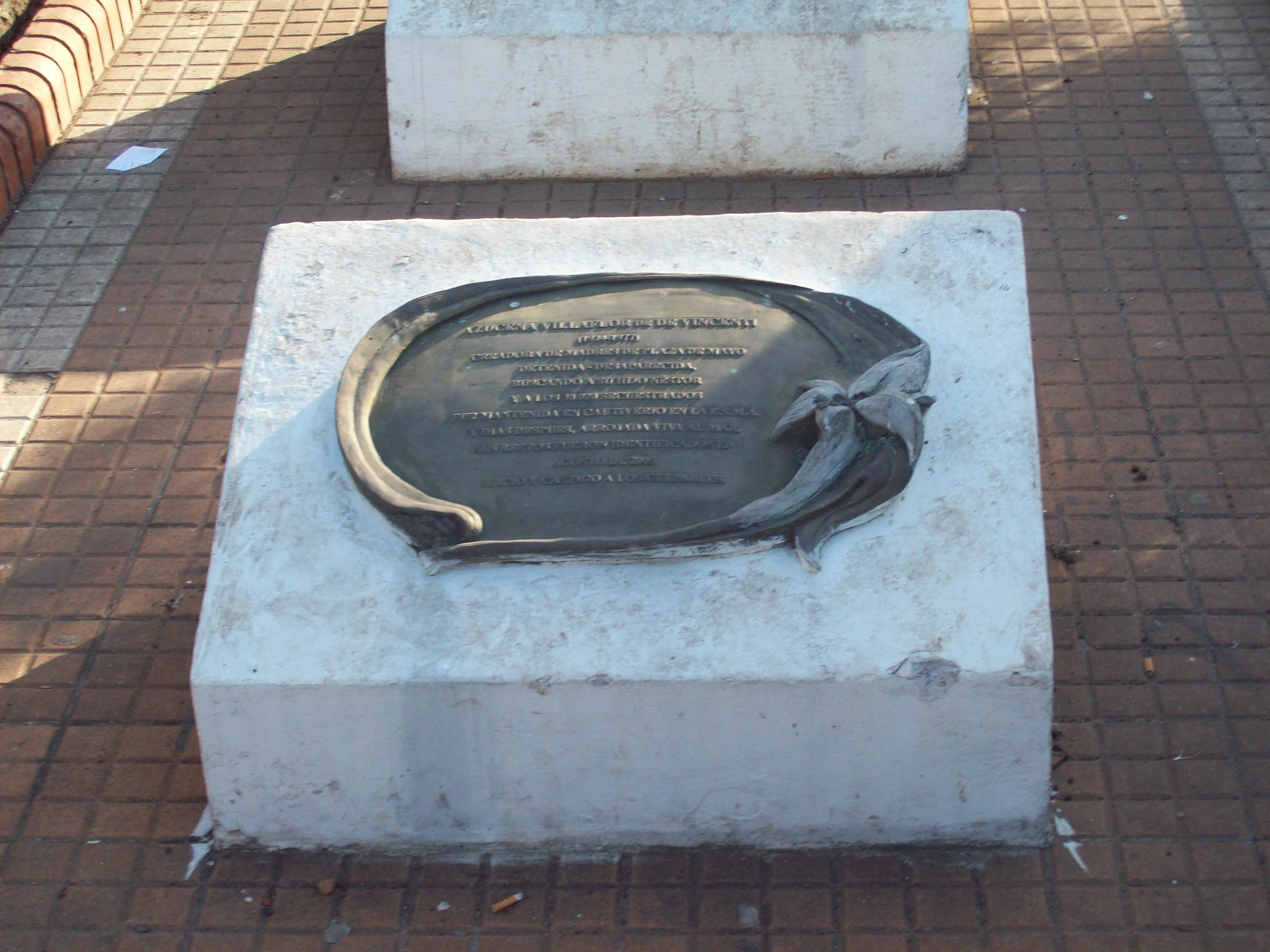
Cenizas de Azucena Villaflor, en la Pirámide de Mayo.

Los restos de Villaflor fueron incinerados, y sus cenizas enterradas a los pies de la Pirámide de Mayo, en el centro de la Plaza de Mayo, el 8 de diciembre de 2005, al término de la vigésimo quinta marcha de resistencia de las Madres. Sus hijos supervivientes escogieron el lugar.

## Distinciones y reconocimientos
En 1997, el historiador Enrique Arrosagaray publicó una biografía de Azucena Villaflor, titulada Los Villaflor de Avellaneda.

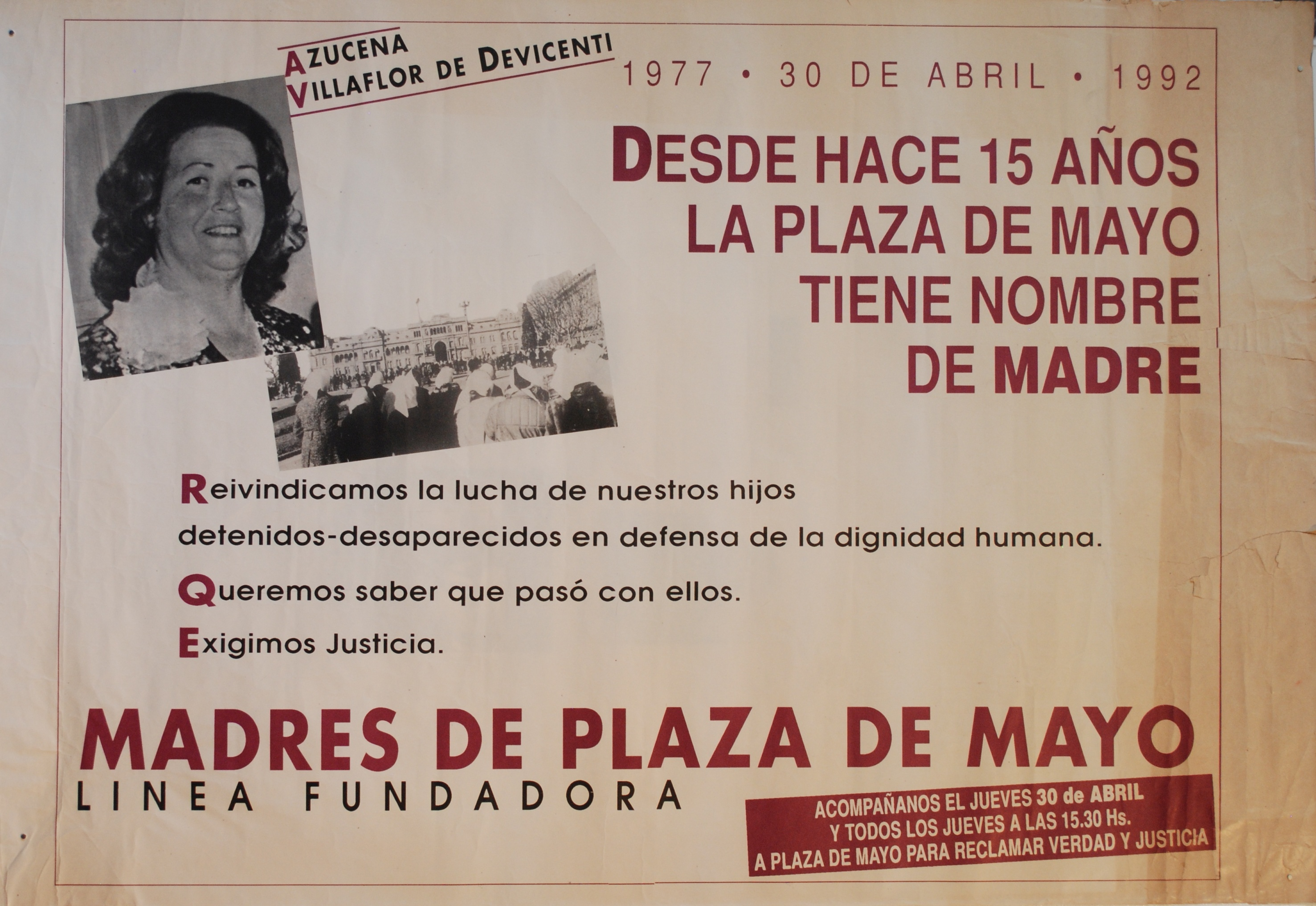
Afiche de Azucena Villaflor de Devincenti conmemorativo 1992.

En 2003 Néstor Kirchner instituyó el premio anual denominado "Azucena Villaflor de De Vincenti", destinado a reconocer a los ciudadanos y/o entidades que se hubieren destacado por su trayectoria cívica en defensa de los derechos humanos.
Ese mismo año, en la ciudad de Buenos Aires, el jefe de gobierno Jorge Telerman, inauguró el primer parador para mujeres en Constitución, nombrado en su homenaje.
Diversas escuelas de Argentina llevan el nombre de Azucena Villaflor.

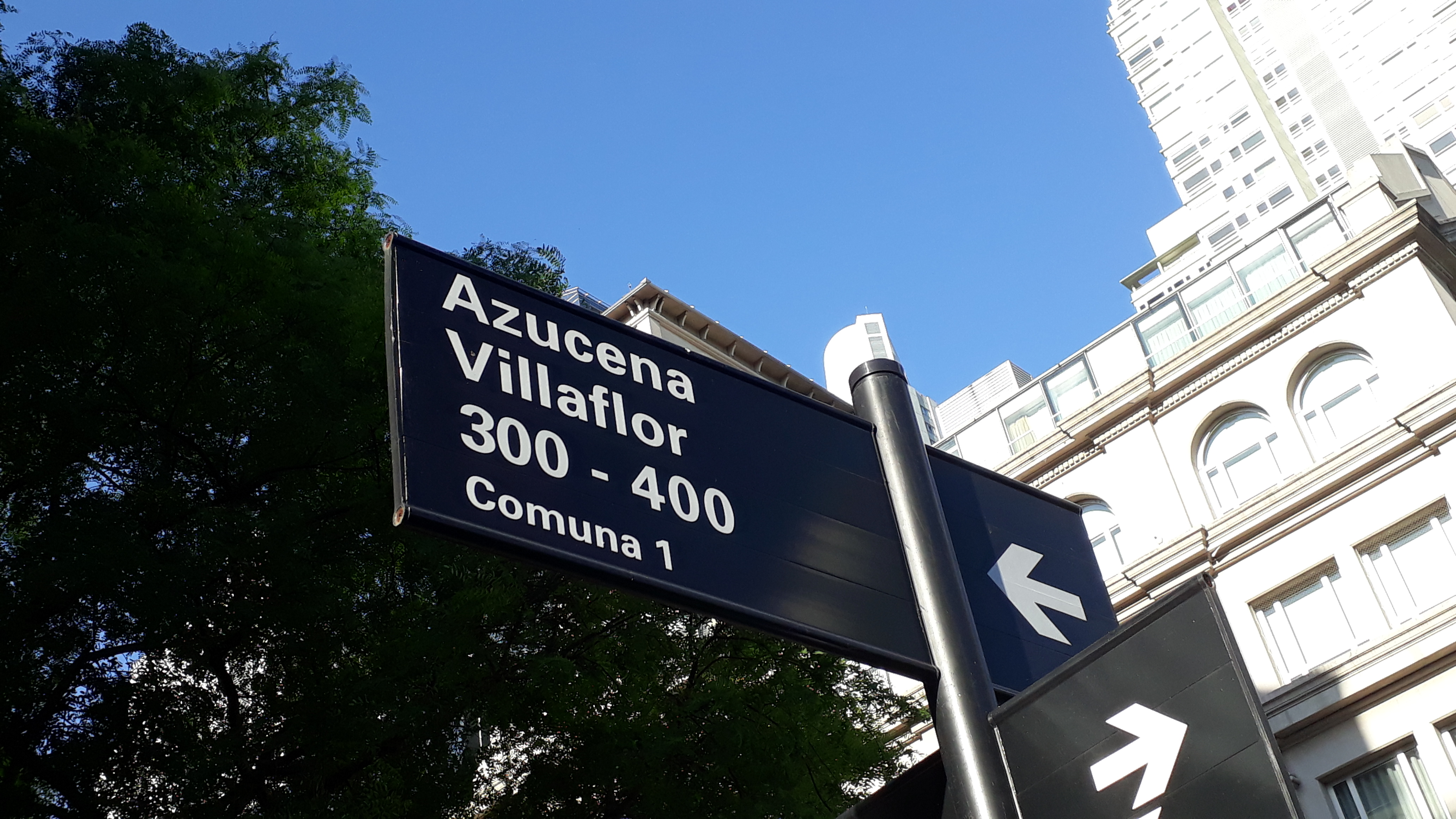
Una calle de Puerto Madero (CABA) lleva el nombre de Azucena Villaflor

La Ciudad Autónoma de Buenos Aires cuenta con el Boulevard Azucena Villaflor, en el barrio de Puerto Madero.
En 2011 se inauguró la Plaza Azucena Villaflor en el barrio Campamento, en Ensenada.
En Sarandí, en 2015, se homenajeó a Villaflor designando a la esquina de Av. Mitre y Azucena Villaflor con su nombre.Este espacio cuenta también con un mural que la recuerda.
El Honorable Concejo Deliberante de la ciudad de Olavarría dispuso en 2021 que la calle 205 de esa localidad pase a denominarse "Azucena Villaflor".